# Théâtre d’Opéra Spatial
Théâtre d’Opéra Spatial (deutsch Weltraum-Opern-Theater) ist ein Gemälde, das von Jason M. Allen mithilfe der Plattform Midjourney für generative Künstliche Intelligenz erstellt wurde. Das Gemälde machte Schlagzeilen, als es am 5. September 2022 den jährlichen Kunstwettbewerb der Colorado State Fair gewann und damit eines der ersten KI-generierten Bilder war, das einen solchen Preis gewann.
Der Gewinn des Wettbewerbs der Messe für „Digitale Kunst/Digital manipulierte Fotografie“ führte zu einer Reaktion von Künstlern, die Allen des Betrugs beschuldigten. Allen entgegnete: „Ich werde mich nicht dafür entschuldigen. Ich habe gewonnen und ich habe keine Regeln gebrochen.“
Die beiden Preisrichter waren sich nicht bewusst, dass Midjourney KI zur Generierung von Bildern verwendete, obwohl sie später sagten, dass sie Allen auch den Hauptpreis verliehen hätten, wenn sie das gewusst hätten.
Das mit einem Prompt generierte Bild wurde mithilfe von Gigapixel AI hochskaliert.